# Паулюс, Фридрих
Фри́дрих Вильге́льм Эрнст Па́улюс (нем. Friedrich Wilhelm Ernst Paulus; 23 сентября 1890, Гуксхаген, Гессен-Нассау, Германская империя — 1 февраля 1957, Дрезден, ГДР) — немецкий военачальник (с 1943 года — генерал-фельдмаршал) и командующий 6-й армией, окружённой и капитулировавшей под Сталинградом. Один из авторов плана Барбаросса.
В отдельных источниках встречается написание его фамилии с добавлением предиката «фон», что неверно, поскольку Паулюс не являлся по своему происхождению аристократом и никогда не использовал такую приставку к своей фамилии.

## Биография

### Детство и юность
Паулюс родился в Гуксхаген в семье счетовода, служившего в тюрьме Касселя. В 1909 году окончил классическую гимназию имени кайзера Вильгельма и после получения аттестата зрелости поступил на юридический факультет Баварского университета, где прослушал два семестра правоведения. Однако обучение не окончил и в феврале 1910 года поступил фанен-юнкером в 11-й (3-й Баденский) пехотный полк «Маркграф Фридрих Вильгельм». Паулюс чрезвычайно гордился своей должностью и не упускал возможности продвинуться по карьерной лестнице. Это был очень прилежный офицер, склонный к штабной работе. Через сослуживцев он познакомился со своей будущей супругой Еленой-Констанцией Розетти-Солеску (1889—1949), на которой женился 4 июля 1912 года. Елена была румынской аристократкой, и именно она привила благородные манеры мужу. Их брак стал одним из решающих факторов в карьере Паулюса: она помогла мужу выйти в свет, хотя и не всегда положительно относилась к фюреру и его окружению.

### Первая мировая война
В начале войны полк Паулюса находился во Франции. Позже служил штабным офицером в частях горной пехоты (егерей) во Франции, Сербии и Македонии. Войну закончил капитаном.

### Интербеллум
До 1933 года служил на разных военных постах, в 1934—1935 годы был командиром моторизованного полка, в сентябре 1935 года был назначен начальником штаба командования танковых соединений. В феврале 1938 года полковник Паулюс назначен начальником штаба 16-го моторизованного корпуса под командованием генерал-лейтенанта Гудериана. В мае 1939 года повышен в звании до генерал-майора и стал начальником штаба 10-й армии.

### Вторая мировая война
В начале военных действий 10-я армия действовала сначала в Польше, позже в Бельгии и Нидерландах. После смены нумерации десятая армия стала шестой. В августе 1940 года получил звание генерал-лейтенанта, с июня 1940 года по декабрь 1941 года был заместителем начальника Генерального штаба сухопутных сил. С 21 июля по 18 декабря 1940 года занимался разработкой плана по нападению на СССР.
1 января 1942 года получил звание генерала танковых войск и был назначен командующим 6-й армией (вместо В. Рейхенау), которая в это время действовала на Восточном фронте и отражала наступление советских войск в Курско-Обоянской операции. Летом и осенью 1942 года 6-я армия входила в группу армий «Б», сражавшуюся на южном участке фронта. Отразив мощное наступление Красной Армии в мае 1942, Паулюс нанес контрудар восточнее Харькова и, развивая успех, соединился с 1-й танковой армией генерала Э. фон Клейста. В Харьковском «котле» оказалась крупная группировка советских войск, насчитывавшая до 240 тысяч человек, более 2 тысяч танков и около 1,3 тысячи артиллерийских орудий. К началу июня 1942 года окруженная группировка была уничтожена. В августе 1942 года за эту победу Паулюс был награждён Рыцарским крестом.
Летом 1942 по приказу Адольфа Гитлера немецкие войска начали наступление на южном участке советско-германского фронта с целью выхода в нефтяные районы Кавказа и плодородные земли Нижнего Поволжья и Дона. Для наступления на Сталинград из состава армий группы «Б» была выделена 6-я армия генерала Фридриха Паулюса, состоявшая из 17 дивизий, поддерживаемых 1200 самолетами; советское командование для защиты сталинградского направления выделило из своего резерва три армии, а 12 июля был создан Сталинградский фронт.
В первых числах сентября начались бои непосредственно за город Сталинград, который к тому времени был уже практически полностью разрушен немецкой авиацией. Паулюс отдал приказ в течение десяти дней овладеть городом. Но, несмотря на выход в середине октября к Волге, крайне тяжелые и малорезультативные уличные бои с советскими войсками продолжались вплоть до середины ноября — план быстрого захвата города и завершение всей немецкой военной летне-осенней кампании 1942 года был сорван. Немецкое командование считало, что после продолжительных боев за Сталинград советская армия не сможет провести большую контр-наступательную операцию. Немцы планировали перезимовать на занятых рубежах, а с весны продолжить наступательные действия.
19 ноября 1942 года Красная армия перешла в контрнаступление под Сталинградом и уже 23 ноября 6-я армия и часть сил 4-й танковой армии, действовавшая южнее, были окружены советскими войсками в районе Сталинграда. В огромном «котле» оказалась группировка германских войск численностью около 300 тысяч человек. Паулюс, находясь в осаждённом Сталинграде, пытался уверить Гитлера, что армии правильнее будет в сложившейся ситуации оставить Сталинград и предпринять попытку прорыва для воссоединения с основными силами вермахта. Однако Гитлер в самой категорической форме запретил Паулюсу покидать осаждённый Сталинград. Гитлер пообещал Паулюсу, что будет налажено снабжение блокированной армии по «воздушному мосту» и, кроме того, в самое ближайшее время его армия будет деблокирована. В итоге вермахт не смог завоевать воздушное превосходство и армия Паулюса не получала достаточного снабжения. Гитлер и Геринг (командующий люфтваффе) не смогли наладить полноценное снабжение окружённой армии амуницией, боеприпасами, топливом и продовольствием посредством «воздушного моста». Попытка деблокады была предпринята, но также провалилась.
15 января 1943 года Паулюс был награждён Дубовыми листьями к Рыцарскому кресту. 30 января 1943 года Гитлер повысил Паулюса с генерал-оберста до генерал-фельдмаршала. В последней радиограмме, отправленной Гитлером Паулюсу, кроме всего прочего говорилось, что шестая армия должна обороняться «до последнего солдата и последнего патрона» и «ещё ни один немецкий фельдмаршал не попадал в плен», что фактически означало требование самоубийства самого Паулюса.

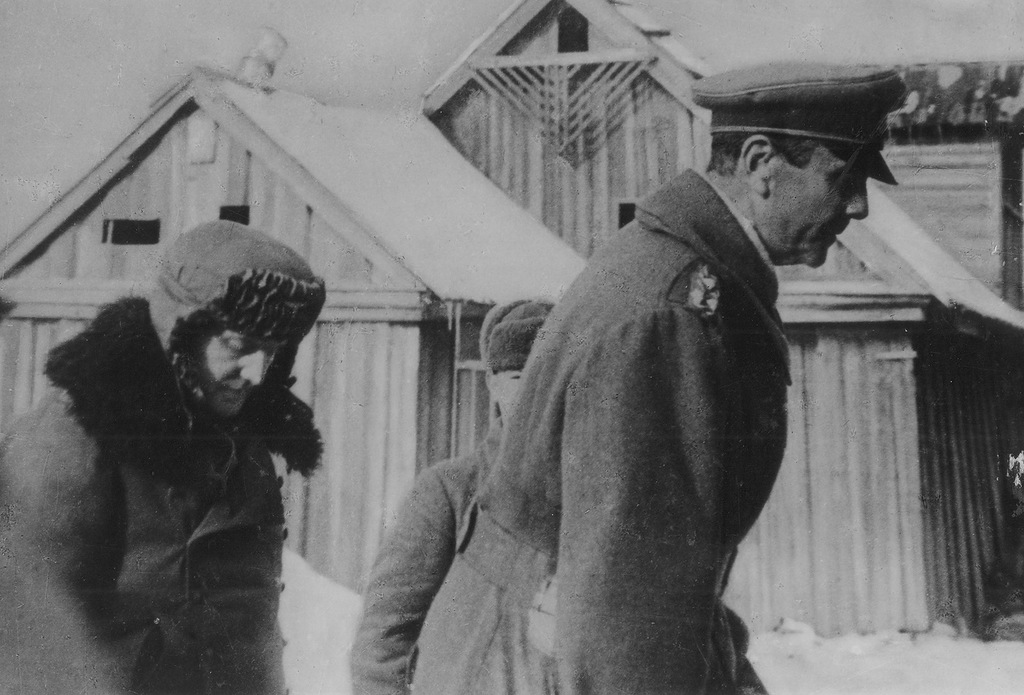
Пленного генерал-фельдмаршала Паулюса (хорошо видны погоны генерал-оберста) и его адъютанта конвоируют в штаб 64-й армии. 31 января 1943 года.

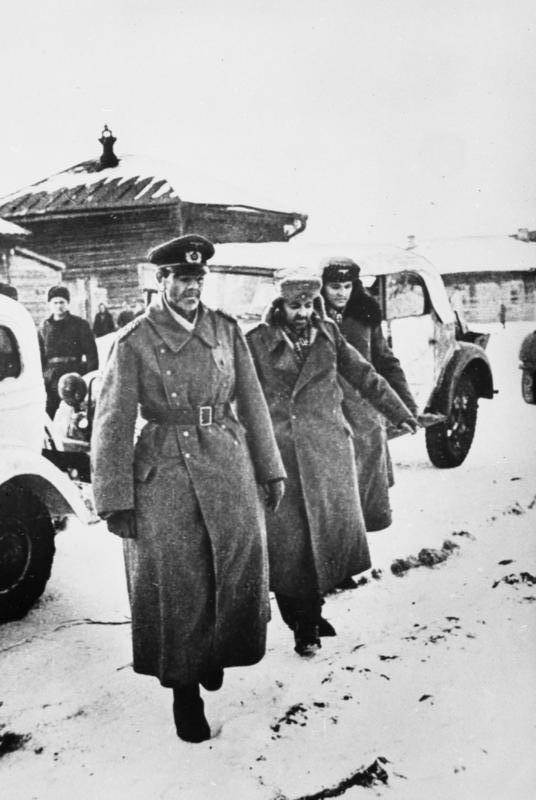
Пленение генерал-фельдмаршала Паулюса (фотография Георгия Липскерова)

Утром 31 января 1943 года Паулюс через офицеров штаба отправил представителям советской 38-й мотострелковой бригады, среди которых главным по должности был замначальника штаба бригады старший лейтенант Фёдор Ильченко, просьбу о сдаче в плен. Однако немцы хотели вести переговоры с представителями армейского или фронтового командования. Для переговоров явился заместитель командира 38-й мотострелковой бригады по политической части подполковник Леонид Винокур с несколькими офицерами. В комнату в подвале центрального универмага, в которой находился штаб 6-й армии, вошли только Винокур и Ильченко. Переговоры Винокур вёл с командиром 71-й пехотной дивизии вермахта генерал-майором Фридрихом Роске. Паулюс, не желая формально быть причастным к капитуляции, переложил ведение переговоров на командующего южной группировкой 6 армии Роске и своего начальника штаба генерала Артура Шмидта.
После дополнительных переговоров с прибывшими начальником штаба 64-й армии генерал-майором И. А. Ласкиным и двумя офицерами Паулюс к 12 часам 31 января 1943 года был доставлен в Бекетовку, где его встретил командующий 64-й армией генерал-лейтенант М. С. Шумилов. В тот же день Паулюс был допрошен. В мемуарах адъютанта Паулюса В. Адама указывается, что при знакомстве Шумилов назвал пленного командующего «фон Паулюсом», на что последний указал, что не является дворянином.
Вскоре Паулюс был представлен командующему фронтом генерал-полковнику К. К. Рокоссовскому, который предложил ему издать приказ о капитуляции остатков 6-й армии, чтобы прекратить бессмысленную смерть её солдат и офицеров. Паулюс отказался пойти на это, поскольку он теперь пленный, а его генералы подчиняются в соответствии с поступившей директивой непосредственно Гитлеру. Также он заявил, что решение о капитуляции или продолжении борьбы каждый командир окружённых немецких группировок будет принимать самостоятельно. На одном из первых допросов Паулюс заявил: «Я являюсь и останусь национал-социалистом. От меня никто не может ожидать, что я изменю свои взгляды, даже если мне будет грозить опасность провести в плену остаток моей жизни».
Паулюса и его генералов привезли в Красногорский оперативный пересыльный лагерь № 27 НКВД в Московской области, где им предстояло провести несколько месяцев. В июле 1943 года в красногорском лагере был создан Национальный комитет «Свободная Германия». В его состав вошли 38 немцев, 13 из которых были эмигранты (Вальтер Ульбрихт, Вильгельм Пик и другие). Вскоре Главное политуправление Красной Армии и Управление по делам военнопленных и интернированных (УПВИ) НКВД рапортовали о своём новом успехе: в сентябре того же года прошёл учредительный съезд новой антифашистской организации «Союз немецких офицеров» (СНО). В нём приняли участие более 200 человек, избравших президентом СНО генерала Вальтера фон Зейдлица. Для Паулюса и его соратников, которые ещё весной 1943 года были переведены в генеральский лагерь в Спасо-Евфимьевом монастыре в Суздале, это было предательством. Семнадцать генералов во главе с фельдмаршалом подписали коллективное заявление: «То, что делают офицеры и генералы, ставшие членами „Союза“, является государственной изменой. Мы их больше не считаем нашими товарищами, и мы решительно отказываемся от них». Но через месяц Паулюс неожиданно отозвал свою подпись из генеральского «протеста». Вскоре его перевели в селение Чернцы в 28 км от Иванова. Высшие чины НКВД опасались, что из Суздаля фельдмаршала могут похитить, поэтому отправили его в глушь лесов. Помимо него в бывший санаторий имени Войкова прибыло 22 немецких, 6 румынских и 3 итальянских генерала.
В бывшем санатории у Паулюса стало прогрессировать заболевание кишечника, по поводу которого он был неоднократно оперирован. Однако, несмотря ни на что, он отказывался от индивидуального диетического питания, а только попросил доставить ему травы майоран и эстрагон, которые он всегда возил с собой, но чемодан с ними потерял в боях. Ко всему прочему он, как и все пленники «санатория», получал мясо, масло, все необходимые продукты, пиво по праздникам. Пленники занимались творчеством. Для этого им были предоставлены все возможности: дерева вокруг было предостаточно, так что многие занимались резьбой по дереву (даже вы́резали для фельдмаршала жезл из липы), холсты и краски были в любом количестве, сам Паулюс тоже занимался этим; писали мемуары.
Тем не менее он по-прежнему не признавал «Союз немецких офицеров», не соглашался на сотрудничество с советскими органами, не выступал против Гитлера. Летом 1944 года фельдмаршала перевели на спецобъект в Подмосковье.
С Паулюсом беседовали австрийский коммунист Вольф Штерн и историк Абрам Гуральский («профессор Арнольд»). Почти каждый день из УПВИ на имя Л. П. Берии составлялись отчёты о ходе обработки «Сатрапа» (такой оперативный псевдоним был присвоен ему в НКВД). Паулюсу вручили обращение 16 генералов. Интеллигентный, нерешительный Паулюс колебался. Как бывший штабист он, видимо, привык просчитывать все «за» и «против». Но целый ряд событий «помог» ему в этом: открытие Второго фронта, поражение в Белоруссии, потеря союзников, тотальная мобилизация в Германии, вступление в «Союз» 16 новых генералов и лучшего друга, полковника В. Адама, а также смерть в Италии в апреле 1944 года его сына Фридриха. И, наконец, покушение на А. Гитлера офицеров, которых он хорошо знал. Его потрясла казнь заговорщиков, среди которых был и его друг генерал-фельдмаршал Э. фон Вицлебен. Как утверждается, свою роль сыграло, видимо, и письмо его жены, якобы доставленное из Берлина советской разведкой.
8 августа 1944 года Паулюс совершил то, чего от него добивались полтора года, — подписал обращение «К военнопленным немецким солдатам и офицерам и к немецкому народу», в котором говорилось буквально следующее: «Считаю своим долгом заявить, что Германия должна устранить Адольфа Гитлера и установить новое государственное руководство, которое закончит войну и создаст условия, обеспечивающие нашему народу дальнейшее существование и восстановление мирных и дружественных отношений с нынешним противником». Через четыре дня он вступил в «Союз немецких офицеров». Потом — в Национальный комитет «Свободная Германия». С этого момента он стал одним из самых активных пропагандистов в борьбе с нацизмом. Регулярно выступал по радио, ставил свои подписи на листовках, призывая солдат Вермахта переходить на сторону русских. Отныне для Паулюса обратного пути не было.

### Послевоенное время

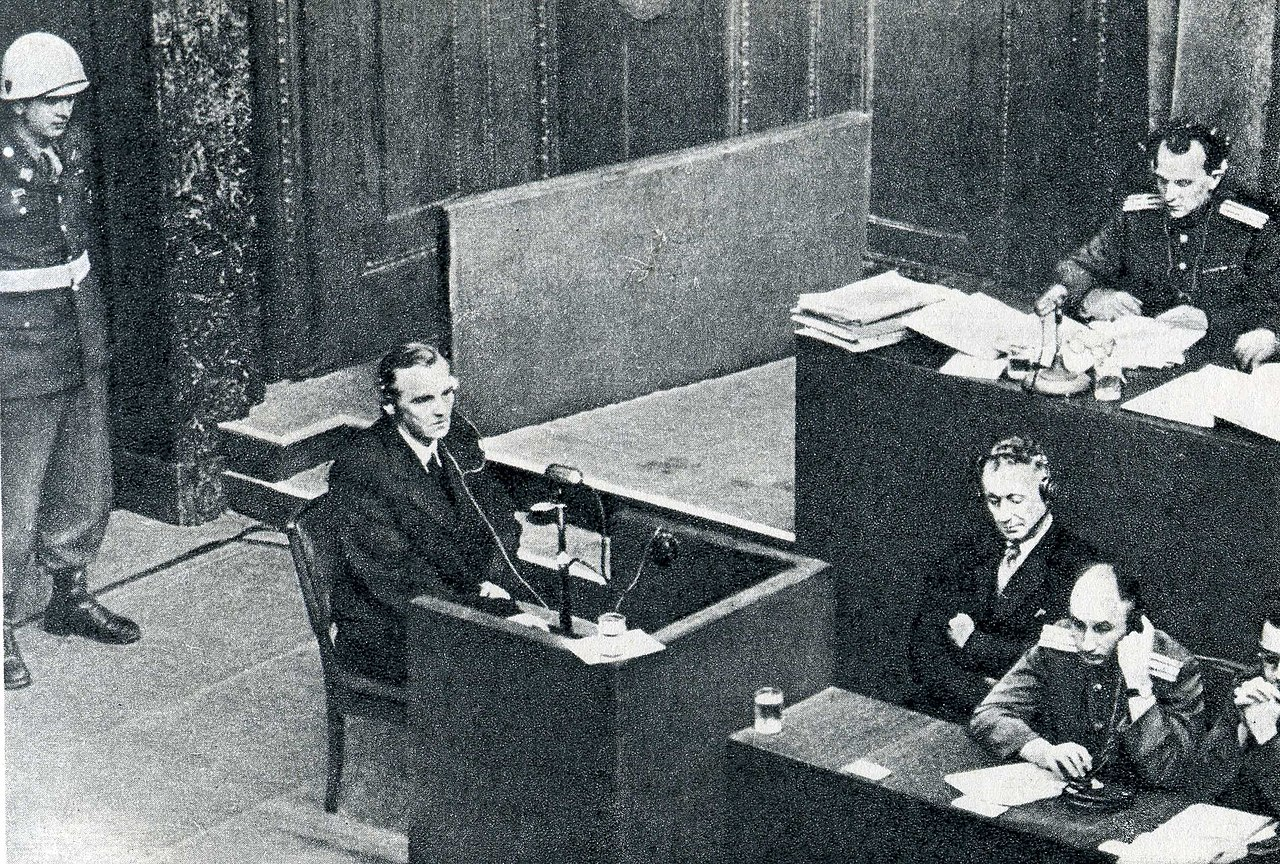
Ф. Паулюс свидетельствует на Нюрнбергском процессе.

После войны «сталинградских» генералов всё ещё держали в плену. Многие из них затем были осуждены в СССР, но все 23, кроме одного умершего, позднее вернулись домой (из 94 тысяч солдат — около 6 тысяч). Однако Паулюс на родине побывал уже в феврале 1946 года, будучи участником Нюрнбергского процесса и выступив на нём как свидетель обвинения. Его появление там и выступление в судебном заседании в качестве свидетеля стали неожиданностью даже для самых близких к Паулюсу офицеров, не говоря уже о сидевших на скамье подсудимых В. Кейтеле, А. Йодле и Г. Геринге, которого даже пришлось успокаивать. Некоторые из пленных генералов обвинили своего коллегу в низости и предательстве.
После Нюрнберга фельдмаршал полтора месяца находился в Тюрингии, где встречался и со своими родственниками. В конце марта его снова привезли в Москву, и вскоре «личного пленника» Сталина (он не разрешил отдать Паулюса под суд) поселили на даче в Томилино. Там он изучал труды классиков марксизма-ленинизма, читал партийную литературу, готовился к выступлениям перед советскими генералами. У него были свой врач, повар и адъютант. Паулюсу регулярно доставляли письма и посылки от родных. Когда он заболел, возили на лечение в Ялту. В сентябре 1947 года Паулюс посетил Сталинград, где консультировал создателей фильма «Сталинградская битва». Но все его просьбы о возвращении домой, посещении могилы сына, наталкивались на стену вежливого отказа.
10 ноября 1949 года в Баден-Бадене скончалась жена Паулюса, с которой он так и не увиделся.
Однажды утром в 1951 году Паулюса нашли без сознания, но успели спасти. Потом он впал в сильную депрессию, ни с кем не разговаривал, отказался покидать постель и принимать пищу. Сталин решил освободить фельдмаршала, не назвав при этом конкретной даты его репатриации.
Только после смерти Сталина, 24 октября 1953 года, Паулюс в сопровождении ординарца Э. Шульте и личного повара Л. Георга уехал в Берлин. За месяц до этого он встречался с руководителем ГДР В. Ульбрихтом и заверил того, что будет жить исключительно в Восточной Германии. В день отъезда «Правда» опубликовала заявление Паулюса, где говорилось, исходя из ужасного опыта войны против СССР, о необходимости мирного сосуществования государств с различным строем, о будущей единой Германии. И ещё о его признании, что он в слепом подчинении прибыл в Советский Союз как враг, но покидает эту страну как друг.

### Жизнь в ГДР

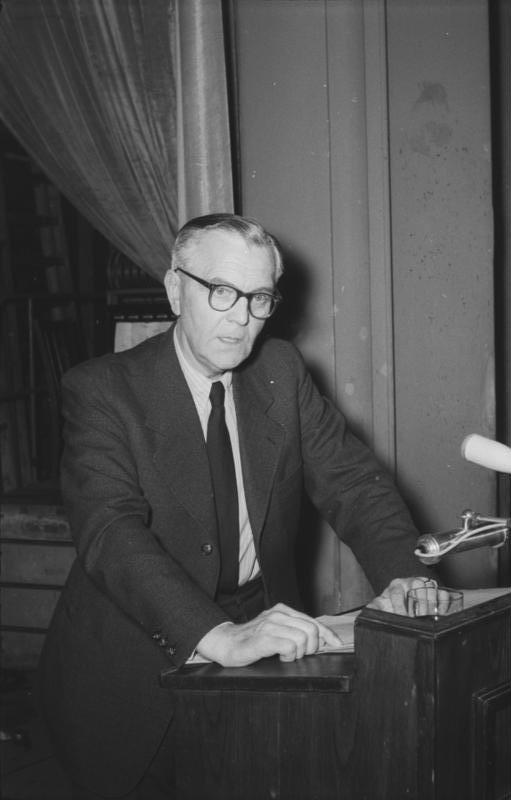
Фридрих Паулюс на пресс-конференции в Восточном Берлине, 1954 год

В ГДР Паулюсу были предоставлены охраняемая вилла в элитном районе Дрездена, машина, адъютант и право иметь личное оружие. В качестве начальника создаваемого военно-исторического центра он начал в 1954 году преподавательскую деятельность. Читал лекции о военном искусстве в высшей школе казарменной народной полиции (предтеча армии ГДР), выступал с докладами о Сталинградской битве.
Все годы после освобождения Паулюс не прекращал доказывать свою лояльность к социалистическому строю. Руководители ГДР хвалили его патриотизм и не возражали, если свои письма к ним он подписывал как «генерал-фельдмаршал бывшей германской армии». Паулюс выступал с осуждением «западногерманского милитаризма», критиковал политику Бонна, не хотевшего нейтралитета Германии. На встречах бывших участников Второй мировой войны в Восточном Берлине в 1955 году он напоминал ветеранам об их ответственности за демократическую Германию.

### Смерть
Скончался Паулюс 1 февраля 1957 года — как раз накануне 14-й годовщины разгрома его армии под Сталинградом. Главной причиной смерти, по одним данным, являлся боковой амиотрофический склероз — нейродегенеративное заболевание, при котором сохраняется ясность мышления, но наступает паралич мышц, а по другим — злокачественная опухоль.
На скромной траурной церемонии в Дрездене присутствовали несколько высоких партийных функционеров и генералов ГДР. Через пять дней урна с прахом Паулюса была погребена возле могилы его жены в Баден-Бадене.

### Воспоминания Паулюса
Написать воспоминания в их классическом виде Паулюс не успел. После него остался обширный рукописный архив, включающий написанные набело рукописи по отдельным вопросам (автор называл их «предварительными замечаниями»), наброски, планы, многочисленные черновые записи, расчёты и схемы. Небольшую их часть опубликовали в СССР в 1960 году.
Сын Ф. Паулюса, Эрнст-Александер, после смерти отца приступил к их подготовке для печати. В 1960 году во Франкфурте-на-Майне появились воспоминания Паулюса под названием «Я стою здесь по приказу». В них он утверждал, что был солдатом и подчинялся приказам, считая, что тем самым он служит своему народу. В 1970 году выпустивший их Эрнст-Александер Паулюс застрелился, до конца жизни так и не одобрив сотрудничество отца с коммунистами. Паулюс-младший тоже воевал под Сталинградом, но с сентября 1942 года находился в Берлине по причине тяжёлого ранения, после чего был комиссован.
На русском языке значительная часть архива документов Паулюса была опубликована только в 2012 году.

## Награды

### Германской империи и Австро-Венгрии
- Железный крест 1-й и 2-й степени[23]
- Орден «За военные заслуги» 4-й степени с мечами (Бавария)[23]
- Рыцарский крест 2-й степени ордена Церингенского льва с мечами[23]
- Крест «За военные заслуги»[англ.] 1-й и 2-й степени (Мекленбург-Шверин)[23]
- Крест «За заслуги на войне» (Саксен-Мейнинген)[23]
- Крест «За военные заслуги» 3-й степени с мечами (Австро-Венгрия)[23]

### Нацистской Германии и стран Оси
- Почётный крест Первой мировой войны 1914/1918 с мечами
- Пряжка к Железному кресту (1939)[24]
  - 1-й класс (21 сентября 1939)
  - 2-й класс (27 сентября 1939)
- Медаль «В память 1 октября 1938 года» (11 ноября 1939)
- Рыцарский крест Железного креста с дубовыми листьями[25]
  - Рыцарский крест за службу в должности генерала танковой группы и главнокомандующего 6-й армией (26 августа 1942)
  - Дубовые листья за службу в должности генерал-полковника 178-й полка и главнокомандующего 6-й армией (15 января 1943 года)
- Орден Креста Свободы 1-й степени с дубовыми листьями и мечами (Финляндия)
- Орден Михая Храброго 1-й степени (Румыния)
- Военный орден Железного трилистника 1-й степени с дубовыми листьями (Независимое государство Хорватия)[26]

## Киновоплощения
- Владимир Гайдаров: «Клятва» (1946), «Сталинградская битва» (СССР, 1949).
- Эрнст Вильгельм Борхерт: «Собаки, вы хотите жить вечно?» (ФРГ, 1959).
- Зигмунт Мациевский: «Нюрнбергский эпилог» / Epilog norymberski (Польша, 1971).
- Зигфрид Фосс: «Сталинград» (СССР, 1989).
- Пол Главион: «Война и воспоминание» (сериал) / «War and Remembrance» (США, 1988).
- Йозеф Фильсмайер: «Сталинград» (ФРГ, 1993)
- Маттиас Хабих: «Враг у ворот» / «Enemy at the Gates» (США, 2001).
- Кристиан Веверка: «История Центральной Германии» / «Die Geschichte Mitteldeutschlands» (сериал; ФРГ, 2011).
- Ален Блажевич: «Нюрнберг» (Россия, 2023)

Художественные произведения, посвящённые Паулюсу — поэма Фёдора Сухова — «Земляника на снегу», опубликованная в книге — Федор Григорьевич Сухов, Земляника на снегу: Стихотворения и поэма. — М.: Современник, 1979. — 303 с.